# Jorginho (ur. styczeń 1991)
Jorginho, właśc. Jorge de Moura Xavier (ur. 5 stycznia 1991 w Goiânii) – brazylijski piłkarz występujący na pozycji ofensywnego pomocnika.